# Höddelbachtal
Koordinaten: 50° 32′ 50″ N, 6° 27′ 53″ O
Das Naturschutzgebiet Höddelbachtal liegt auf dem Gebiet der Stadt Schleiden im Kreis Euskirchen in Nordrhein-Westfalen.
Das Gebiet erstreckt sich nordwestlich der Kernstadt Schleiden und südlich des Schleidener Stadtteils Herhahn entlang des Höddelbaches, eines linken Nebenflusses der Olef. Am nordwestlichen und östlichen Rand des Gebietes verläuft die Landesstraße L 207, östlich verläuft die B 265.

## Bedeutung
Für Schleiden ist seit 1994 ein 134,58 ha großes Gebiet unter der Kenn-Nummer EU-049 als Naturschutzgebiet ausgewiesen. Die Unterschutzstellung erfolgt zur Erhaltung des Lebensraumes für besonders viele nach der Roten Liste in Nordrhein-Westfalen gefährdete Pflanzen- und Tierarten. 